# Ural-5323
Der Ural-5323 (russisch Урал-5323, vom Hersteller auch als URAL-5323 bezeichnet) ist ein schwerer Lastwagen mit vier Achsen und Allradantrieb, der auch militärisch genutzt wird. Produziert wird das Fahrzeug vom russischen Uralski Awtomobilny Sawod, kurz UralAZ, in Miass.

## Fahrzeuggeschichte

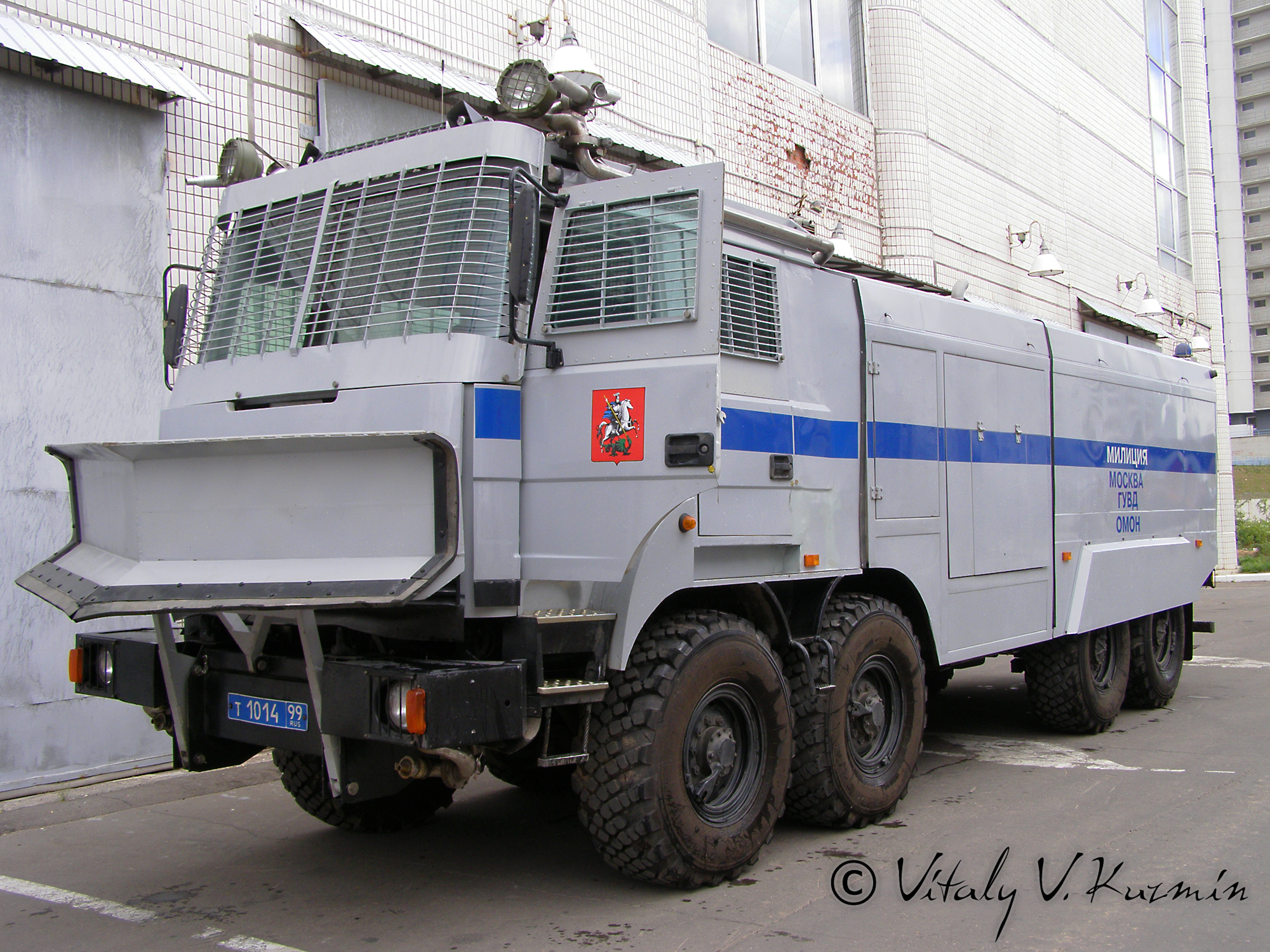
Ural-5323 mit Spezialaufbau, verwendet bei der Moskauer Polizei

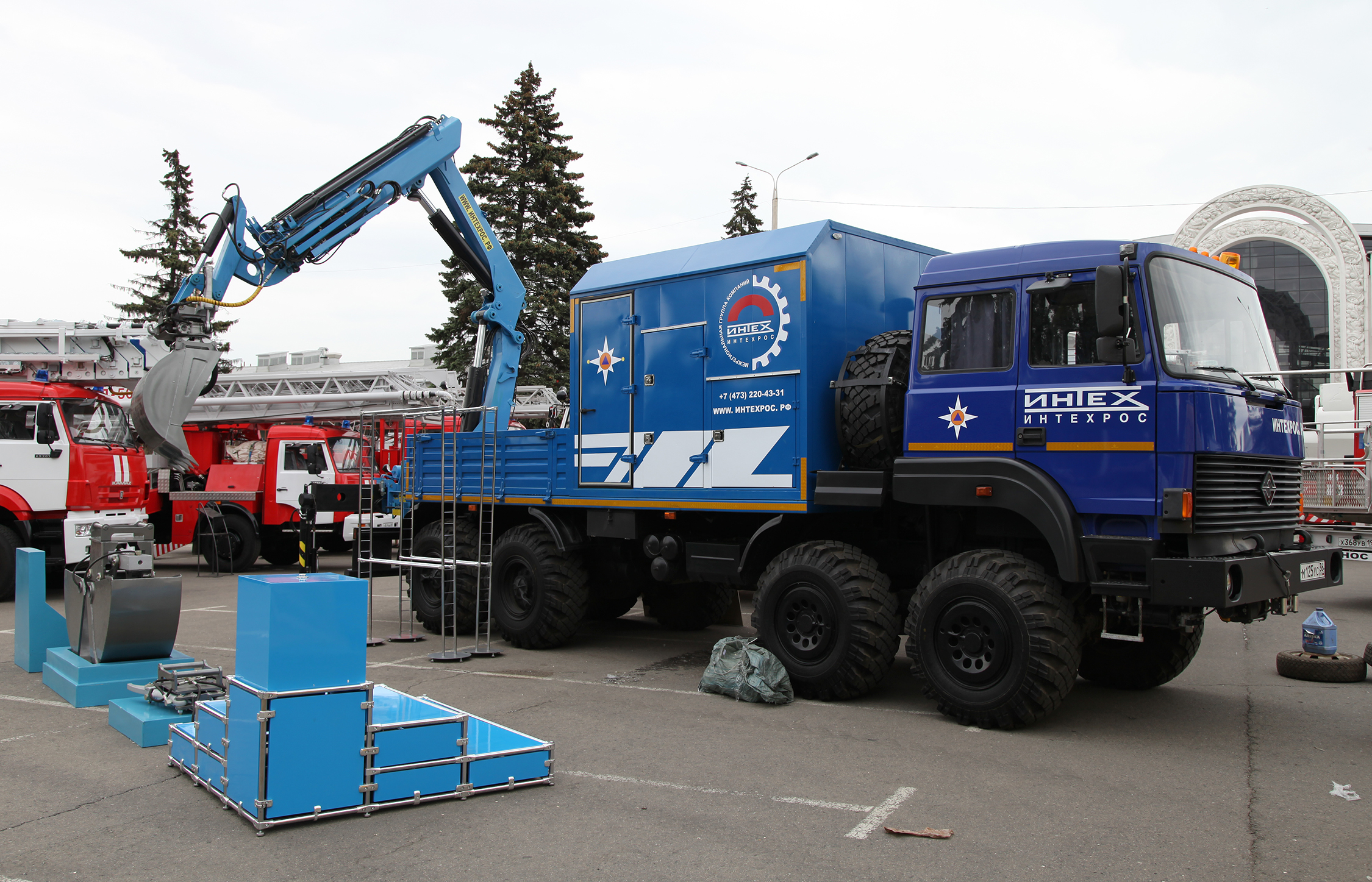
Ural-5323 mit Ladekran, Doppelkabine und geteiltem Aufbau (2013)

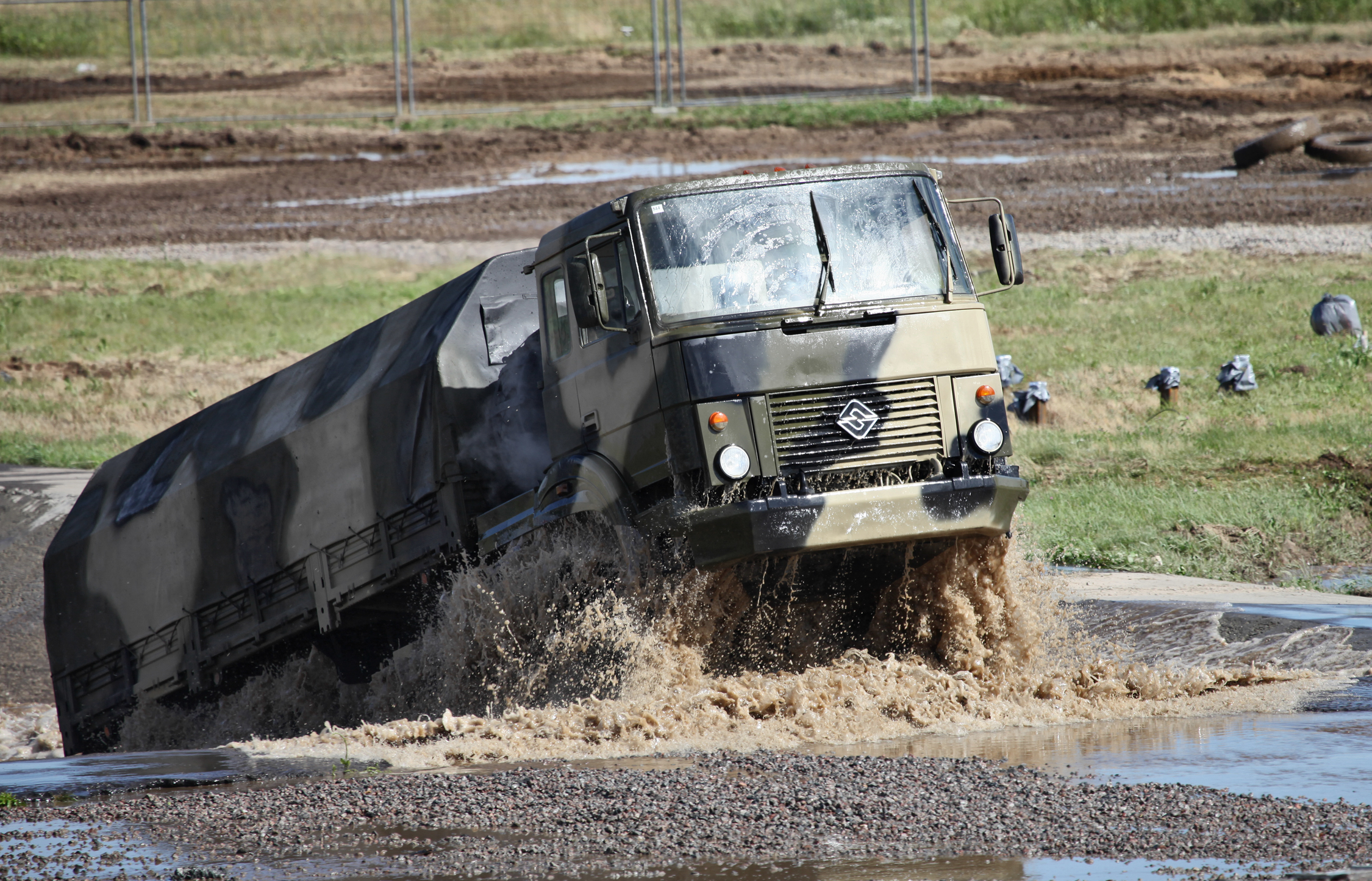
Ural-5323 des Militärs bei einer Wasserdurchfahrt (2012)

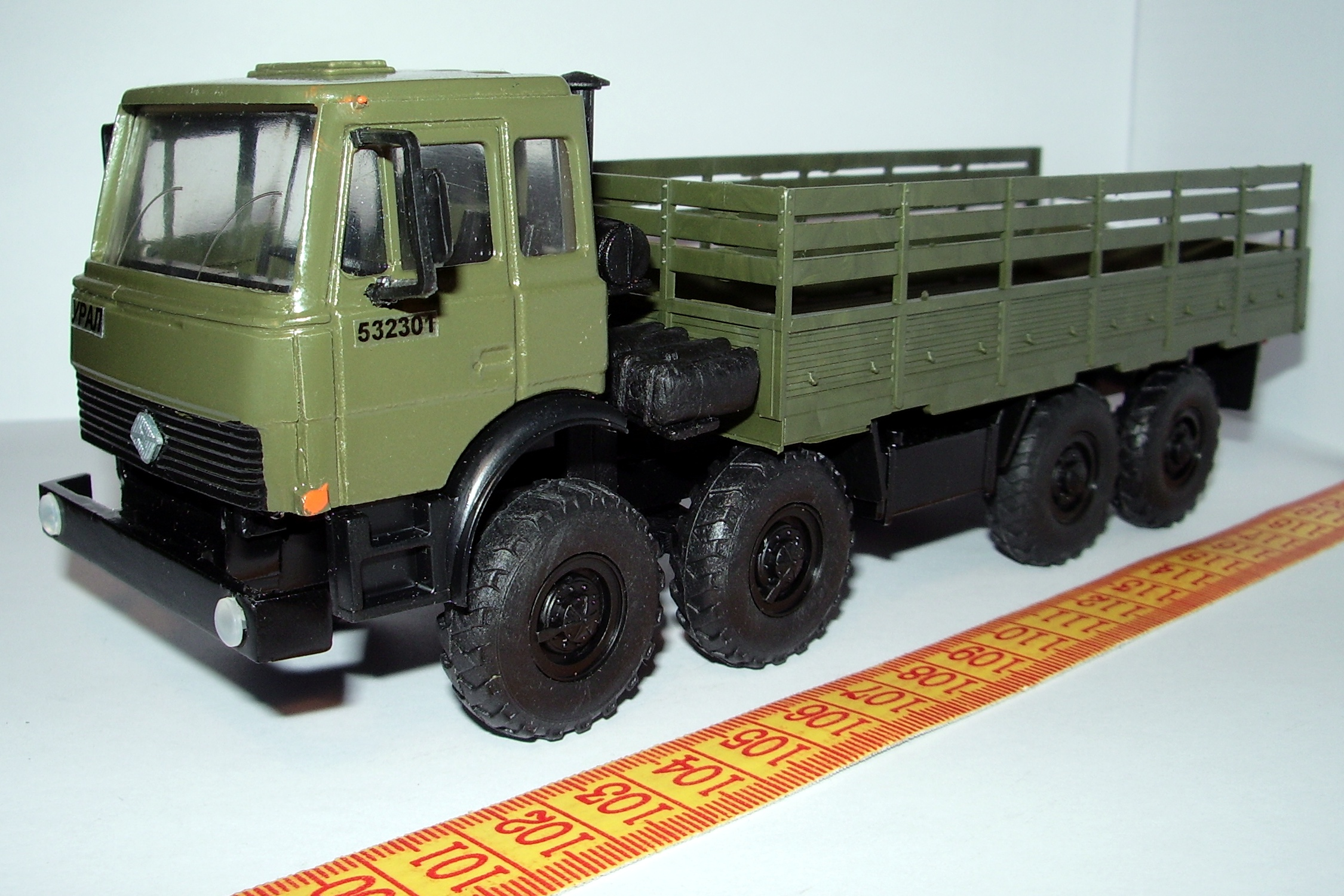
Modell eines Ural-532301

Die Idee eines schweren, geländegängigen und vierachsigen Fahrzeugs gab es schon zu sowjetischen Zeiten. Bereits 1964 wurde im Fahrzeugbauinstitut NAMI der NAMI-058 gebaut, der vom Grundaufbau her dem Ural-5323 ähnelt, sich aber anderer Technik bedient. Erst nach dem Zerfall der Sowjetunion jedoch kam es 1991 zu einer ersten Serienfertigung des Ural-5323, damals noch mit Fahrerhäusern von KamAZ und Motoren aus hauseigener Fertigung des UralAZ.
Drei Jahre später, 1994, gründeten Iveco und das Uralski Awtomobilny Sawod eine Kooperation. Dadurch wurde es möglich, die unpassenden Kabinen von KamAZ durch Fahrerhäuser aus der Iveco T-Reihe zu ersetzen. Bis 2000 gab es nur kurze Fahrerhäuser, danach konnten auch Ausführungen mit Schlafplatz geordert werden.
Die während der Bauzeit eingesetzten Motoren änderten sich häufiger. Es kamen sowohl Dieselmotoren von KamAZ als auch dem UralAZ selbst zum Einsatz. Später lieferte das Jaroslawski Motorny Sawod verschiedene Versionen des JaMZ-238, aber auch Sechszylinder vom Typ JaMZ-236 wurden eingesetzt. Mit Stand 2016 kommen auch Sechszylinder-Reihen-Dieselmotoren des moderneren Typs JaMZ-536 zum Einsatz.

## Modellvarianten
Im Laufe der nunmehr zweieinhalb Jahrzehnte andauernden Produktion wurden im UralAZ diverse Varianten des Ural-5323 gefertigt. Insbesondere wird das Fahrgestell auch für Spezialaufbauten genutzt. Die nachfolgende Liste ist nicht vollständig und bildet den Stand von 2010 ab.
- Ural-5323 und Ural-532301 – Basismodelle mit Pritschenaufbau.
- Ural-532361 – Fahrgestell mit Fahrerkabine für individuelle Aufbauten, 15 Tonnen Nutzlast.[5]
- Ural-542301 – Sattelzugmaschine auf Basis des Ural-5323 für Auflieger bis 28 Tonnen Gesamtgewicht, voll geländegängig.[6]
- Ural-6902 – Als Holztransporter ausgelegtes Fahrzeug für 13,5 Tonnen Zuladung, kann im Verbund mit dem passenden Anhänger vom Typ 89721-10 verwendet werden.[7]
- US6/30-532361 – Spezialfahrzeug mit Aufbau für die Ölindustrie, was es ermöglicht Zement oder Chemikalien vor Ort mit Wasser zu mischen und in Bohrlöcher zu verfüllen.[8]
- UTsN-4-5323 – Pumpfahrzeug, mit dessen Hilfe Flüssigkeiten in Erdbohrlöcher verpresst werden können.[9]
- AKN-14 – Tankwagen mit 14.000 l Fassungsvermögen für Kraftstoffe aller Art.[10]

## Technische Daten
Für das Grundmodell mit Pritsche in ziviler Ausführung (Ural-532301).
- Motor: V8-Dieselmotor mit Turboaufladung, wassergekühlt
- Motortyp: JaMZ-238B
- Leistung: 220 PS (162 kW)
- Drehmoment: 1180 Nm bei 1200–1400 min−1
- Hubraum: 14,86 l
- Getriebe: Achtgang-Getriebe mit Zweifachuntersetzung für Geländeeinsatz
- Verbrauch bei konstanten 60 km/h: 40 l/100 km
- Tankinhalt: 300+210 l
- Höchstgeschwindigkeit: 85 km/h
- Sitzplätze: 2 vorne, optional 36 auf der Ladefläche
- Antriebsformel: 8×8

Abmessungen und Gewichte
- Länge: 8600 mm
- Breite: 2500 mm
- Höhe: 3191 mm
- Bodenfreiheit: 400 mm
- Wendekreis: 28 m Durchmesser
- Steigfähigkeit: 58 %
- maximal befahrbares Gefälle: 20 %
- Wattiefe: 1200 mm
- überschreitbare Grabenweite: 1200 mm
- Reifendimension: 14.00-20, rundum einzeln, mit Reifendruckregelanlage
- Nutzlast: 10.000 kg
- zulässiges Gesamtgewicht: 21.900 kg
- zulässige Anhängelast: 12.000 kg
- Achslast vorne (Doppelachse): 9995 kg
- Achslast hinten (Doppelachse): 11.905 kg